# Parotia carolae
El ave del paraíso de Carola (Parotia carolae) es una especie de ave paseriforme de la familia Paradisaeidae que vive en las selvas de las montañas del centro de la isla de Nueva Guinea. Es un ave de tamaño mediano (unos 26 cm o un poco más) cuyo macho presenta unas plumas en forma de cintas con las que atrae a las hembras durante el cortejo.

## Subespecies
Se reconocen las siguientes subespecies según IOC:
- P. c. carolae A.B. Meyer, 1894
- P. c. meeki Rothschild, 1910
- P. c. clelandiae Gilliard, 1961
- P. c. chrysenia Stresemann, 1934
- P. c. chalcothorax Stresemann, 1934.